# بچه‌های جاسوس ۳: بازی باخته
بچه‌های جاسوس ۳: بازی باخته (به انگلیسی: Spy Kids 3-D: Game Over) فیلمی کمدی اکشن جاسوسی محصول سال ۲۰۰۳ آمریکا به کارگردانی و نویسندگی رابرت رودریگز است. این فیلم سومین قسمت از مجموعۀ فیلم‌های بچه‌های جاسوس و دنبالۀ بچه‌های جاسوس ۲: جزیره رؤیاهای ازدست‌رفته (۲۰۰۲) است. در این فیلم بازیگرانی همچون آنتونیو باندراس، کارلا گوجینو، الکسا وگا، داریل سابارا، الایجا وود، مایک جاج، ریکاردو مونتالبان، هولاند تیلور ، سلما هایک، مت اولری، امیلی آسمنت، چیچ مارین، بابی اندر، کورتنی جاینز، رایان پینکستون، دنی ترخو، الن کامینگ، تونی شالهوب و سیلوستر استالونه ایفای نقش کرده‌اند.
بچه‌های جاسوس ۳: بازی باخته در ۲۵ ژوئیه ۲۰۰۳ توسط دایمنشن فیلمز در ایالات متحده منتشر شد. فیلم در برابر بودجه ۳۸ میلیون دلاری، ۱۹۷ میلیون فروخت و به پرفروش‌ترین فیلم این مجموعۀ تبدیل شد. دنباله این فیلم با عنوان بچه‌های جاسوس: همه زمان در جهان در سال ۲۰۱۱ منتشر شد.

## داستان
جونی کورتز پس از وقایع فیلم دوم، بازنشسته شده و به عنوان یک کارآگاه خصوصی کار می‌کند. یک روز رئیس‌جمهور دولین به او اطلاع می‌دهد که خواهرش، کارمن کورتز پس از انجام یک مأموریت ناپدید شده‌است. او مطلع می‌شود که کارمن در یک بازی ویدئویی واقع‌گرایانه به نام بازی باخته گیر کرده‌است. این بازی توسط فردی به نام اسباب‌بازی ساز ساخته شده و هدف آن کنترل دائمی ذهن کودکان است. جونی وارد بازی می‌شود تا کارمن را نجات دهد و بازی را خاموش کند.

## بازیگران
- آنتونیو باندراس
- کارلا گوجینو
- الکسا وگا
- داریل سابارا
- ریکاردو مونتالبان
- هالند تیلور
- مایک جاج
- مت اولری
- امیلی آسمنت
- چیچ مارین
- بابی اندر
- کورتنی جاینز
- رایان پینکستون
- دنی ترخو
- الن کامینگ
- تونی شالهوب
- سیلوستر استالونه
- سلما هایک
- استیو بوشمی
- بیل پکستون
- جرج کلونی
- الایجا وود
- سلنا گومز
- گلن پاول